# Matheson Lang
Alexander Matheson Lang, född 15 maj 1879 i Montréal i Kanada, död 11 april 1948 i Bridgetown på Barbados,  var en engelsk skådespelare.

## Filmografi (i urval)
- 1921 – Karneval
- 1923 – Eld ombord
- 1923 – Guy Fawkes